# 特克韋爾河
特克韋爾河（Turkwel River）是東非國家肯雅的河流，發源自位於肯雅與烏干達接壤邊界的埃爾貢山，最終注入圖爾卡納湖。在法國的協助下，肯雅政府在1990年代早期興建水力發電廠，原本預計造價40億肯雅先令，結果工程花費超過200億。
3°06′N 36°06′E / 3.100°N 36.100°E